# 波特船
|  |  |

波特船（Porta-bote）是一種可摺疊的小型優閑載具，以供水上活動使用。「波特船」這名稱為註冊商標，發明於1969年，並於1980年代至1990年代於歐美普及。由於當時的划船和釣魚愛好者開始精簡其寓所，從多室的大屋搬往較小的鎮屋、甚至公寓，沒有普通船的存放空間，從而使摺疊船變得受歡迎。
在台灣坊間一般稱之為「波特船」的，其實並不是本產品，而只是釣客從過往的保麗龍船演變而來的產物的泛稱。按台灣《聯合報》引用基隆市沿近海協會前理事長林新永的採訪，這種由釣客切割保麗龍然後黏成船型的浮具，於2000年代開始出現；隨後有人在這種「保麗龍船」外用玻璃纖維包覆，還在船舷附近加裝舷外機，使之就像一艘真的船一般的便捷，價錢更比二手價也要新台幣9萬元的正版貨實惠。

## 安全性及監管
依照台灣現行法律規定，這些保麗龍船或俗稱作「波特船」的物品並非船舶，而只是具有浮力、可供在面或水中操作騎乘的浮具。只不過這些「浮具」如果未進入商港水域，未從漁港進出或駛入保育區，並未違返當地法律。只是由於這些「浮具」質料輕巧，即使有航行出海的能力，但穩定度一定比漁船差，容易翻覆。根據新北市政府統計，從2015年起到去2020年底六年間，單單在新北市因海釣死亡人數達29人。在缺乏相關法規監管下，現時地方政府（新北市、基隆市）按照各自需要而自行立法規管，但由於就「波特船」及其相關活動的監管權誰屬而與中央各部有爭議。爭議從2020年2月開始，截至2021年4月仍然未有定案。

## 外部連結
- 官方网站
- .   [2021-04-08]. （原始内容存档于2020-04-18） （中文（繁體））.